# Levi Spear Parmly
Levi Spear Parmly (Braintree, Vermont, 29 de agosto de 1790 — Versalhes, 8 de julho de 1859) foi um dentista de Nova Orleans. É considerado o pai da higiene oral e inventor do fio dental.